# Retablo de la Inmaculada Concepción (Santa Capilla)
El retablo de la Inmaculada Concepción es una obra realizada por Andrés Bautista Carrillo y Ambrosio de Valois entre 1699 y 1701. Está ubicado en la Santa Capilla de la Iglesia de San Andrés de Jaén (Andalucía, España).

## Historia

### Retablo primitivo
Gracias al libro de cuentas, el cual comienza en el año 1523, se sabe que en la Santa Capilla hubo un retablo anterior «que se trujo de Toledo», mientras que en un testamento fechado en 1527 firmado por Mari Ortiz, esposa de Gutierre Gierero, figura que el retablo procedía de Toledo y que el mismo había sido elaborado por Juan de Borgoña, si bien en el mismo colaboró Gierero, siendo habitual entonces que los retablos fuesen pintados, dorados y estofados una vez instalados en su emplazamiento definitivo. Se cree que la pieza, financiada por Gutierre González Doncel, fundador de la Santa Capilla, debió llegar de Toledo poco antes de 1523 con sus tablas ya pintadas por Borgoña aunque con la labor de talla de los tableros aún sin finalizar puesto que en ese año se levantaron y desclavaron un total de seis tablas «que faltaban por entallar por el primer entallador que lo hizo»; se ordenó en consecuencia a Gierero que terminase la talla y que ensamblase y dorase el mueble con pan de oro,: 26–27  constando en los libros de cuentas, con fecha del 6 de junio de 1524, que el entallador debía «de asentarlas [las tablas] en el retablo y de clavos pa ello dos Rles y mo. a me. GutieRe».: 73 
Además del retablo, en 1530 se abonó a Mercado, platero oriundo de Córdoba, una lámpara de plata comisionada por los mandatarios de Doncel más un portapaz y varios cálices destinados a dar servicio al altar.: 27–28  Por su parte, en 1528 consta que Alonso Espinosa se encontraba trabajando en la Santa Capilla de acuerdo con los libros de cuentas: «Alonso Espinosa entallador q hizo un trabajo para un retablo DXL mo.».: 78  De esta misma época data el conocido como «terno rico», cuyo precio fue acordado en 30 000 maravedíes con el brocador Diego del Arco y su sobrino; este terno está confeccionado en terciopelo o felpa colorada y «once onzas de oro hilado que trujo Medina de Granada para los cordones del terno rico», pieza que se cree es la que se conserva actualmente, la cual se emplea el día de la fiesta de San Andrés. Junto con los anteriores enseres se encargaron casullas a Juan Tenorio, bordador procedente de Granada, pagando Diego Sánchez de Bonilla, administrador de la capilla, seis ducados de oro por un trozo de gamelote de seda blanca para confeccionar una capa pluvial. Numerosos libros corales de gran valor datan a su vez de este periodo del mismo modo que varias bulas, un misal jienense y diversos libros litúrgicos, biblias y decretales, destacando por su parte algunas obras incunables.: 27–28 
En el siglo xvii el barroco empezó a imponer la decoración de las tallas con ricas vestimentas independientemente de si eran imágenes de vestir o de talla completa, siendo en esta centuria cuando se procedió a instalar en el retablo, carente de camarín, una imagen de candelero representativa de la Limpia Concepción de María; en el cabildo celebrado el 20 de junio de 1627 se decidió que «porque la imagen de Nuestra Señora en la Santa Capilla no está con la decencia que se debe, descubierta todos los días, se dispuso que un escultor disponga un tabernáculo embebido en el retablo principal, como mejor parezca y se le pongan dos o tres velos que se descorran en las fiestas principales». La devoción de los fieles a esta talla mariana aumentó con gran rapidez y consta que se le obsequiaron una corona, una media luna y un cetro elaborados en plata más una serie de alhajas y doce atuendos de distintos colores, compuestos cada uno por un vestido con su correspondiente manto. Esta ferviente demostración de fe, junto con problemas de humedad en la capilla, llevaría al acuerdo de reemplazar el retablo por otro que contase con un camarín en el que poder exhibir mejor la imagen de la Virgen.: 32 

### Retablo actual

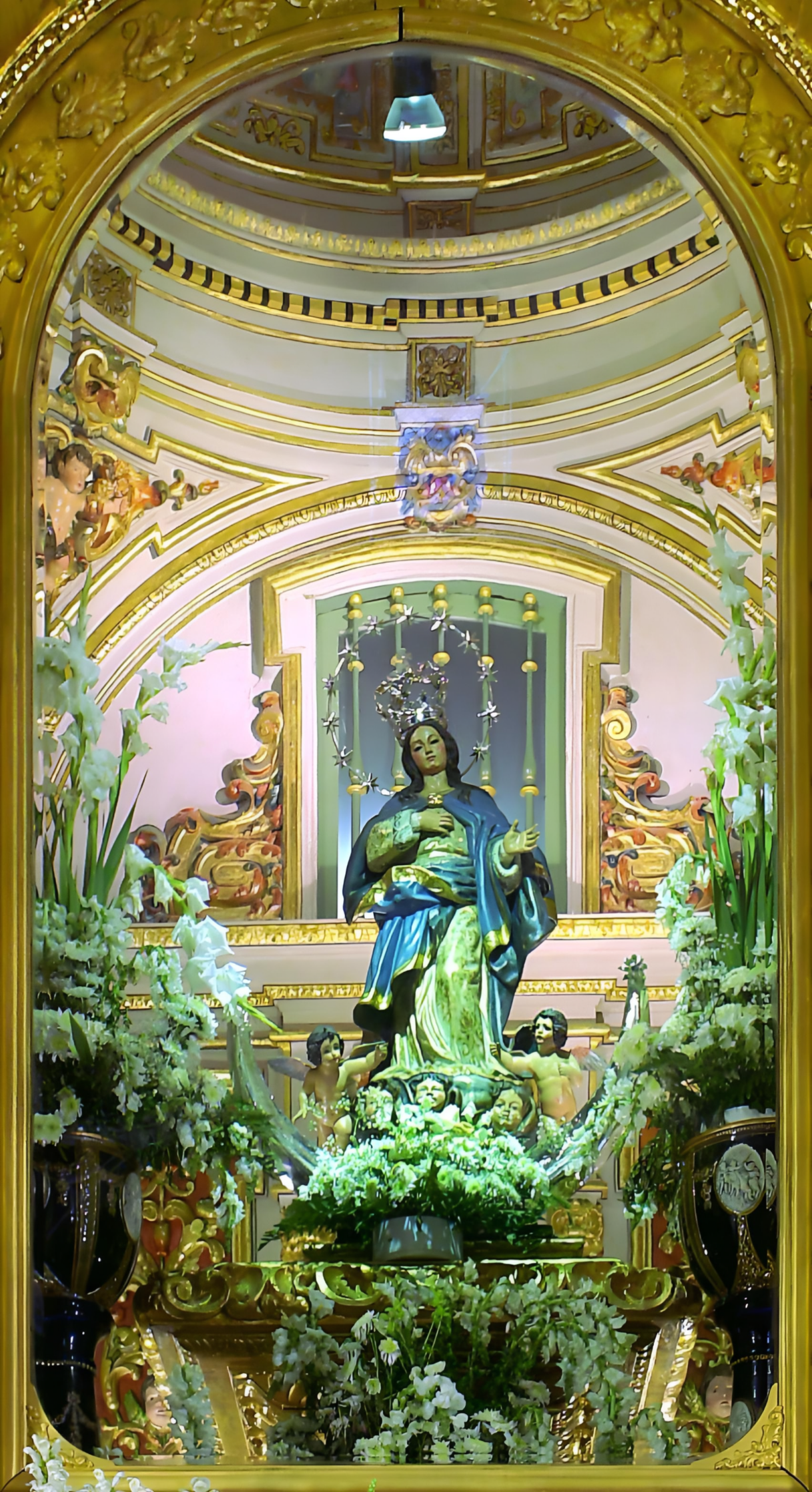
Inmaculada Concepción (1735), por Felipe de Mesa.

En 1698, cuando Luis de Gámiz Torres y Portugal fungía como gobernador de la Santa Capilla, la existencia de goteras en la bóveda motivó la retirada del retablo de Borgoña y Gierero, el cual se encontraba además en pésimas condiciones de conservación debido al paso del tiempo y el abandono al que fue sometida la obra, ennegrecida a mayores a causa del hollín procedente del humo de las velas, situación que Doncel había tratado de evitar. Antes de proceder a su desinstalación se hizo un intento de salvarlo mediante una restauración en la que se gastaron ocho reales en el retoque de una de las pinturas, si bien el resultado no debió de ser satisfactorio para las autoridades gubernamentales puesto que en el cabildo del 31 de diciembre de 1698 el gobernador declaró lo siguiente:: 33 

[…] por su antigüedad se dificultaba volverlo a poner por estar muy maltratado y de fábrica muy antigua y ser de poco valor, como era notorio, lo que era origen de censuras e indevoción del pueblo que tanto frecuentaba este santuario por las indulgencias tan grandes que le estaban concedidas, proponiendo a los señores del gobierno que para poner la Capilla con toda la decencia que requería el culto, que se hiciera nuevo retablo y un camarín para Nuestra Señora, costeado con el resíduo de las rentas de la Institución, que eran suficientes.: 33 

Atendiendo al estatuto undécimo del tratado tercero, donde Doncel disponía que no se llevasen a cabo grandes gastos en plata, órganos, rejas ni retablos, por muy primorosas que fueran estas obras, medida que además protegía de manera indirecta lo que él había ordenado, incluyendo el retablo, Gámiz solicitó que se pidiera el asesoramiento de la escuela del Convento de San Francisco de Jaén y de los religiosos en él condecorados, de quienes deseaba obtener un informe sobre la interpretación de este documento. En el cabildo celebrado el 8 de enero de 1699 en la Santa Capilla se procedió a leer el informe elaborado por la comunidad franciscana, plagado de argumentos tan engañosos que del escrito se desprende una clara intención por parte de los religiosos de complacer al gobernador a la vez que el mismo denota una gran ignorancia y desconsideración hacia el patrimonio artístico. En el informe, redactado sin que los franciscanos hubiesen llegado nunca a ver en persona el retablo (tan solo contaban con el testimonio del gobernador), se hizo constar lo siguiente:: 33–34 

[…] muy maltratado, deslucido e indecente, de tal suerte que por su vejez y antigüedad tenían en el sus nidos inmundas y asquerosas sabandijas las que consumían las ropas y vestidos de Nuestra Señora y royendo el retablo causaban cada día en el altar y tabernáculo, indecentes desaseos e inmundicias, sin bastar para el remedio el mucho cuidado de los sirvientes señalados para la limpieza de dicha Capilla, por estar el retablo pasado y su madera carcomida, perdidos sus colores, el oro de sus imágenes, y sin poder servir, según el parecer de los alarifes.: 34 

Una vez expuestas estas circunstancias, casi con toda seguridad exageradas, los frailes, tras comprobar los estatutos de la capilla, consideraron que los cofrades podían comisionar sin problema la factura de un nuevo retablo a costa de la pérdida del anterior, aunque con la advertencia de no realizar un gasto excesivo, tomándose una parte de la vivienda colindante a la capilla para colocar en ella el camarín. La talla de la nueva obra fue ajustada en 700 ducados con Andrés Bautista Carrillo, quien ya en aquel entonces era uno de los mejores escultores de la ciudad. Por su parte, el dorado corrió a cargo de Ambrosio de Valois, quien probablemente trabajaba de manera habitual con Carrillo puesto que los gremios de la época impedían que los escultores policromasen o dorasen sus propias obras, labor que debía ser ejecutada por un pintor. Además del dorado, Valois pintó el cuadro de la Inmaculada Concepción que decora el ático y otro representativo de una santa sin identificar ubicado frente a la reja de la capilla, obra de Bartolomé Ruí; la firma del lienzo fue descubierta a mediados del siglo xx por Francisco Cerezo Moreno mientras restauraba el cuadro de Ánimas, pieza atribuida a Valois.: 34–35 

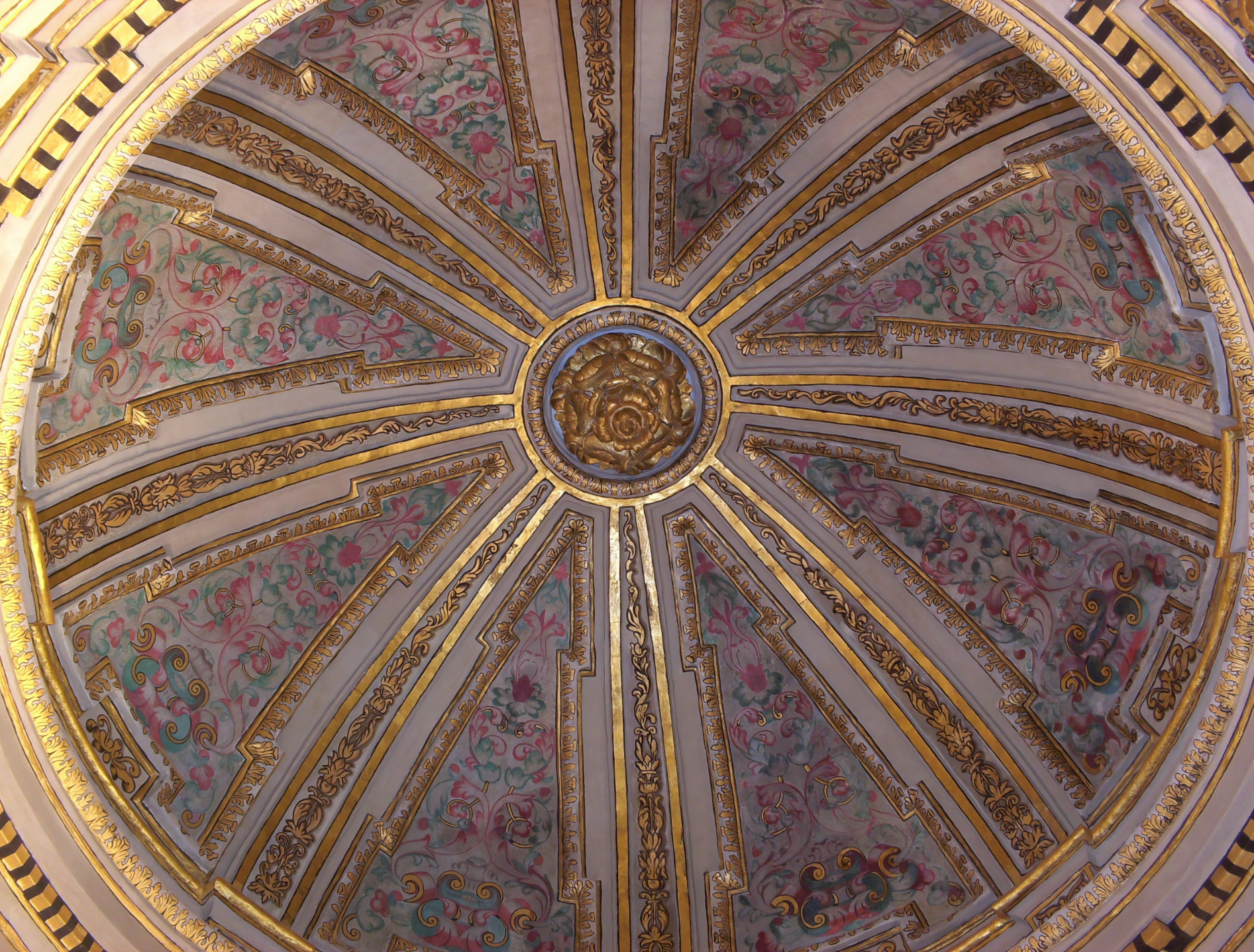
Bóveda del camarín.

El dorado tanto del retablo como del frontis del altar tuvo un coste total de 5530 reales, culminando toda la obra en 1701, si bien la imagen de la Virgen ya había sido colocada con gran pompa el 8 de diciembre de 1699 en el nuevo camarín, costando este ceremonial más de 240 reales en concepto de sermones, cohetes y obsequios para los festejos solemnes. La instalación de la talla en el camarín motivó que para el día de la ceremonia se tuviesen adecentadas las dos capillas colaterales del templo, elaborando el carpintero Juan de Morales tres marcos para las pinturas de San Martín, San Francisco de Asís y Santo Cristo de la Columna, esta última original o réplica de la custodiada en el Museo Catedralicio, la cual está firmada por Alfonso de Baena. Con el fin de dorar y policromar el camarín, se trajeron de Madrid 98 libras (casi 45 kilos) de oro así como todos los colores necesarios, efectuando el dorado tanto Carrillo como Valois. Así mismo, se confeccionó un nuevo guardarropa para la talla de la Virgen y se elaboró también una cuidada ornamentación en el arco toral donde se encastra la reja de Ruí. Se procedió a su vez a platear los candeleros, los pies de los ciriales y los ambones, realizando Antonio de Guzmán un sagrario sobredorado y trabajando en otros elementos de la capilla el platero oriundo de Córdoba Gerónimo Sánchez de Payba.: 35 
En lo que respecta al retablo de Borgoña y Gierero, descrito como «de poco valor», este debía de ser sin embargo una obra muy preciada ya que sería permutado en 1699 a través de un escrito de trueque por un censo impuesto sobre sus bienes por Juan de Acuña, quien se llevó consigo la pieza, la cual se considera a día de hoy perdida puesto que desde entonces no se han vuelto a tener noticias de la misma. Por su parte, la imagen de la Virgen no permaneció mucho tiempo en su nuevo emplazamiento ya que en 1733 Eugenio de Miranda, conde de Sevilla la Nueva y gobernador de la Santa Capilla, debido a que la talla era de candelero, algo prohibido en ese entonces en virtud de varios decretos, propuso reemplazarla por otra «muy decente» de su propiedad que sería aceptada por las autoridades del gobierno e instalada en consecuencia el 8 de diciembre de ese mismo año. No obstante, esta talla sería retirada tan solo dos años después: los motivos de este hecho resultan desconocidos, pudiendo deberse a que la misma no era del gusto de los fieles o los gobernadores de la capilla; a que la talla constituía un préstamo de Miranda, quien seguía siendo su legítimo propietario; o a que su tamaño no se ajustaba a las dimensiones del camarín. En 1735 Fernando de Aranda, gobernador de la Santa Capilla, comisionó la hechura de una nueva imagen a Felipe de Mesa, quien por su labor percibió 430 reales, dentro de los cuales se incluía la creación de cinco querubines para la peana.  Respecto al dorado y estofado de la talla mariana, la encarnación de los ángeles y las cartelas, esto corrió a cargo de Francisco de Pancorbo, quien por su trabajo cobró 575 reales.: 36 
La nueva imagen, por acuerdo del cabildo el 6 de agosto de 1736, fue colocada en el camarín el 12 de septiembre, día de la festividad del Dulce Nombre de María, decretándose a su vez que en esta fecha se oficiase una función solemne con sermón a la que fuese invitada la Cofradía de la Santa Capilla de San Andrés. A la nueva talla se le añadió la corona de la anterior, pieza que requirió un pequeño ajuste que hace suponer que la talla prestada por Miranda era de tamaño inferior, pudiendo tratarse de la imagen mariana que hoy se conserva, muy repintada, en la sacristía. La labor de aderezo de la corona fue acometida por Alonso Antonio de Martos, a quien se le pagaron 200 reales.: 36–37 

## Descripción

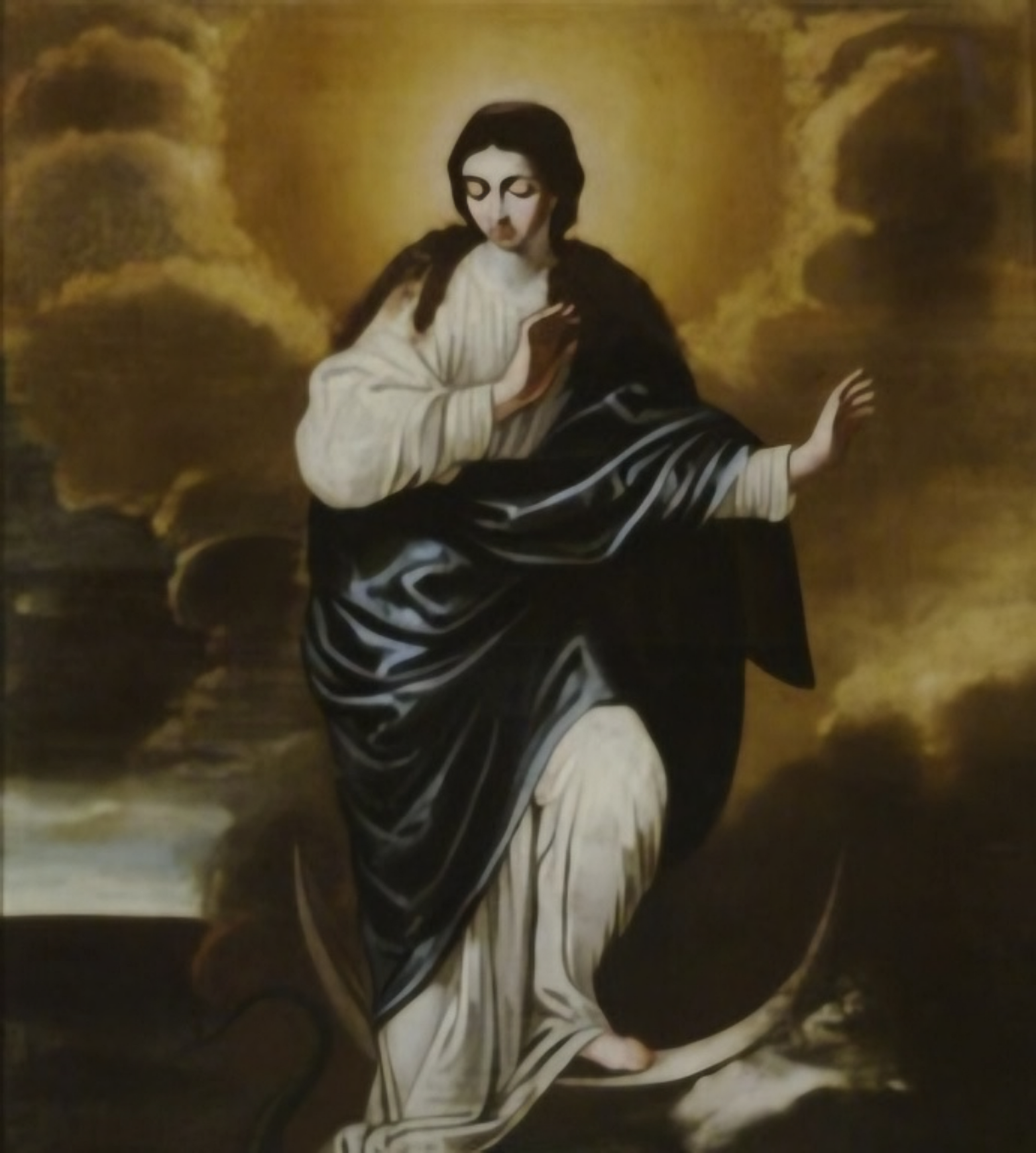
Inmaculada Concepción (1699), por Ambrosio de Valois.

El retablo es de estilo puramente barroco y se dota con dos pilares salomónicos coronados por capiteles corintios y decorados en el fuste con pámpanos de vid y racimos dorados. Muy similar al retablo de la Virgen de la Capilla de la Basílica de San Ildefonso de Jaén, obra de Cristóbal Téllez en 1600, existe la posibilidad de que Carrillo tomase este como modelo para el de la Santa Capilla, el cual carece de originalidad en su composición, aunque resulta proporcionado y atractivo a nivel estético. Compuesto por un cuerpo de una sola calle con ático y banco, el cuerpo se flanquea con los pilares salomónicos mientras que en el centro luce un arco de medio punto, en cuya zona superior se ubica un motivo de rocalla con el anagrama MA (María), cobijándose en su interior el camarín, coronado por una bóveda de ocho gajos ornamentados con motivos florales pintados en tonos pastel. El cuerpo cuenta así mismo con paneles entre el arco y las columnas decorados con florituras y rematados con cabezas infantiles en alto relieve. Respecto al banco, este luce en el centro el sagrario, pieza que se decora en el frente con una pintura en la que se representa a San Juan Bautista en su infancia y acompañado de un cordero. A ambos lados del sagrario destacan columnillas salomónicas y volutas que sirven de marco a la custodia, mientras que en los laterales se hallan paneles idénticos a los presentes en el cuerpo, todo cercado en los extremos por los netos que soportan los pilares, ornamentados al igual que los paneles con cabezas infantiles en alto relieve. 
Por su parte, el ático se halla separado del cuerpo mediante una delgada y simple cornisa de cuya sección central parte un frontón curvo también de sencilla factura sobre el que se ubica el lienzo pintado por Valois, muy similar a la pintura María Nueva Eva, obra de Miguel de Santiago conservada en el Convento de San Agustín de Quito (Ecuador).: 56  El lienzo de Valois exhibe una interpretación muy personal del tema concepcionista: la Virgen, representada como la nueva Eva, aparece rodeada por una gloria en un entorno de oscuros abismos, siendo partícipe de la cita del Génesis «IPSA CONTERET CAPUT TUUM» puesto que desciende la pierna derecha de la media luna sobre la que se erige para aplastar con su pie desnudo al Demonio bajo forma de serpiente, esta parte de la obra casi imperceptible ya que se encuentra tapada por el frontón de la cornisa. El cuerpo de María deja entrever la repulsión que le provoca el establecer contacto físico con el reptil, mostrando ambos brazos alzados a modo de precaución, la cabeza baja y los ojos puestos fijamente en la figura demoníaca para captar su reacción. El rostro muestra desconfianza y un leve gesto de repugnancia, destacando la ausencia en la composición de querubines, símbolos apocalípticos y cualquier atributo de la iconografía inmaculista (exceptuando la media luna), como las doce estrellas en representación de las doce tribus de Israel. En este caso la Virgen, ataviada con una túnica blanca y un manto azul ultramar, ambos colores propios de la tradición concepcionista, asume en solitario y de forma directa y activa el papel asignado en la Redención.: 73 
Teniendo en cuenta la datación de la obra, esta se erige como una aportación muy singular en una época en la que las representaciones marianas constituían ya algo convencional. Ni los libros de cuentas ni el contrato para la ejecución del retablo aportan ninguna información acerca de la autoría del lienzo, el cual se asume fue encomendado por los gobernadores de la Santa Capilla a Valois, quien pudo haberse inspirado en un grabado y, particularmente, en la Inmaculada Concepción pintada por Rubens entre 1628 y 1629 para Diego Mexía Felípez de Guzmán, marqués de Leganés; la posición de la cabeza, el torso y los brazos deja patente una notable influencia de este cuadro del mismo modo que el pie desnudo y el movimiento de la figura, si bien el entorno no tiene absolutamente nada que ver ya que el lienzo de Valois hace gala de una total austeridad destinada a dotar a la Virgen de mayor protagonismo.: 73  A los lados, flanqueando el cuadro, se sitúan dos pilastras de profusa decoración las cuales presentan en lo alto una ménsula de rocalla y diversos motivos ornamentales en relieve en el resto del fuste. Junto a estas pilastras, a modo de cierre de la composición, destacan dos diminutos infantes desnudos de bulto redondo portando cartelas, mientras que la obra se corona con un frontón clásico decorado en el tímpano con un gran motivo de rocalla en cuya sección inferior se halla una cabeza en alto relieve del mismo tipo que las presentes en el cuerpo y el banco. En lo que atañe a la imagen de la Inmaculada Concepción, presente a su vez en el estandarte de la cofradía y procesionada hasta mediados del siglo xx, esta se encuadra en la escuela barroca andaluza y posee un notable mérito, luciendo gran riqueza de detalles, si bien Rafael Ortega y Sagrista manifestó que la talla carecía de esbeltez, aunque destacó que las carnaduras, la policromía y el dorado eran excelentes además de hallarse en muy buen estado de conservación.: 37  